# Kistormás
Kistormás is een plaats (község) en gemeente in het Hongaarse comitaat Tolna. Kistormás telt 369 inwoners (2001).